# Sophie Scheder
Sophie Scheder (* 7. Januar 1997 in Wolfsburg) ist eine ehemalige deutsche Kunstturnerin. Ihr Spezialgerät war der Stufenbarren, an dem sie bei den Olympischen Spielen 2016 die Bronzemedaille gewann.

## Sportliche Laufbahn
Sophie Scheder wurde in Wolfsburg geboren und begann bereits früh mit dem Turnen beim VfL Wolfsburg für den sie auch ihre ersten Wettkämpfe bestritt. Anschließend wechselte sie nach Hannover zum TK Hannover und verzeichnete erste Erfolge auf Bundesebene. Im Alter von 11 Jahren zog sie nach Chemnitz, um optimale Trainingsbedingungen für ihre Förderung zu bekommen. Sophie Scheder war Schülerin des Sportgymnasiums Chemnitz. Ab November 2014 war sie bei der Sportfördergruppe der Bundeswehr und startete für den TUS 1861 Chemnitz-Altendorf. Sie trainierte am Olympiastützpunkt Chemnitz bei Gabi Frehse. 
2009 und 2010 gewann Sophie Scheder mit der Mannschaft den Deutschlandpokal. Zum ersten Mal siegte sie 2009 auch bei der Deutschen Jugendmeisterschaft im Mehrkampf und belegte darüber hinaus den 3. Platz am Sprung. 2011 wurde sie erneut deutsche Jugendmeisterin, als sie die Wettbewerbe im Mehrkampf und im Sprung gewann. Im gleichen Jahr belegte sie beim European Youth Olympic Festival (kurz: EYOF) in Trabzon mit der Mannschaft den 3. Platz. 
2012 gewann Sophie Scheder bei den Deutschen Jugendmeisterschaften vier Titel. Im gleichen Jahr siegte sie bei den Jugend-Europameisterschaften in Brüssel am Stufenbarren. Bei den Europameisterschaften 2013 belegte sie am Stufenbarren den vierten Platz. An ihrem Paradegerät gewann sie einen Monat später auch ihren ersten Deutschen Meistertitel bei den Erwachsenen. Bei den Weltmeisterschaften in Antwerpen erreichte sie ebenfalls 2013 am Stufenbarren den fünften Rang – eine Platzierung, wie sie eine deutsche Turnerin zuletzt 2007 geschafft hatte. 
2014 wurde sie wiederum am Stufenbarren Fünfte bei den Europameisterschaften, außerdem erreichte sie beim DTB-Pokal den 1. Platz bei der „Team-Challenge“. Bei den Europaspielen 2015 gewann sie mit der Mannschaft und am Stufenbarren die Silbermedaille.
2016 wurde Scheder in Stuttgart Weltcupsiegerin beim DTB-Pokal und in Hamburg Deutsche Meisterin im Mehrkampf. Am 14. August 2016 feierte sie den größten Erfolg ihrer Karriere, als sie Bronze am Stufenbarren bei den Olympischen Spielen in Rio de Janeiro gewann. Davor konnte sie im Teamfinale den 6. Platz und im Mehrkampf den 23. Platz erturnen.
2022 verlegte Sophie Scheder ihren Lebensmittelpunkt nach Köln, um dort ihr Diplomtrainerstudium an der Sporthochschule zu beginnen und unter Hanna Poljakova weiter zu trainieren. 
2023 gewann sie bei den Summer World University Games im chinesischen Chengdu am Stufenbarren die Silbermedaille.
Am 15. Mai 2024 wurde bekannt gegeben, dass Sophie Scheder ihre Karriere beendet.

## Ehrungen
- 2012: Nominierung Top Ten Juniorsportler des Jahres
- 2013: Sachsens Nachwuchssportlerin des Jahres (Sächsische Sportgala)[5]
- 2012, 2013, 2014, 2015, 2016: Chemmy als Sportlerin des Jahres von Chemnitz[6]
- 2015: Platz 3 Sportlerin des Jahres in Sachsen
- 2016: Silbernes Lorbeerblatt
- 2016: Platz 10 Sportler des Jahres Deutschland
- 2016: Sportlerin des Jahres in Sachsen